# Martin Guérin
Martin Guérin est un réalisateur, scénariste et enseignant québécois.

## Biographie
Martin Guérin est né à Amos, en Abitibi-Témiscamingue. Il est diplômé d'un baccalauréat en psychoéducation et en création visuelle interdisciplinaire de l'Université du Québec en Abitibi-Témiscamingue. Il est enseignant en cinéma au Cégep de l'Abitibi-Témiscamingue depuis 2000.

## Documentaires
Martin Guérin a réalisé 5 documentaires dans sa carrière.

### Bric-à-Brac
Bric-à-Brac est un documentaire, sorti en 2003, qui propose un regard à la fois ludique et lucide sur ce rituel social qu’est la vente de garage. Ce documentaire est filmé dans tout l'Abitibi-Témiscamingue.
L'histoire raconte la vie de six personnes qui parlent de leur intérêt pour les ventes de garage. Bric à Brac contourne les lieux communs pour ouvrir une réflexion sur nos habitudes de consommation, notre rapport à l’objet et l’importance de la territorialité dans la pratique de cette inévitable activité qui colore nos étés.

### Voir Ali
Voir Ali est un documentaire sur le passage du boxeur Mohamed Ali à Rouyn-Noranda.
Au printemps 1983, le boxeur Mohamed Ali vint donner une conférence à Rouyn-Noranda à l'occasion des Championnats sportifs québécois. Pourtant, la ville ne conserva aucun souvenir de la venue du champion boxeur, et la mémoire locale oblitéra complètement l'événement. À preuve, ce n'est qu'au début des années 2000 que le cinéaste Martin Guérin, eut vent de la chose.
Martin Guérin avait 11 ans et vivait à Amos, lorsque Mohamed Ali vint faire une conférence à Rouyn-Noranda. Puisque les billets étaient trop chers pour qu'il puisse aller le voir, son père lui achète un poster du boxeur. C'est plus tard, en discutant avec Guy Lemire, l'un des organisateurs de l'événement, que Martin Guérin en apprit davantage. En étroite collaboration avec Dominic Leclerc, son directeur photo, monteur et ami, Martin Guérin entreprit de concevoir un objet filmique dynamique.
Voir Ali est un récit qui contribue à réhabiliter l'événement et ceux qui l'ont rendu possible, dans l'histoire de la région. Le documentaire est réalisé avec un budget de 27 000 $, argent obtenu par diverses subventions.

### Brothers For Life – Mémoires d’une saison
Le film nous transporte dans la saison des Huskies de Rouyn-Noranda, alors qu’ils remportent à la fois la coupe du Président et la Coupe Memorial en 2019.
Le réalisateur, Martin Guérin, a pu suivre l'équipe de hockey des Huskies, durant un temps limité, afin de tourner son documentaire. Il montre l’évolution d’une équipe de la Ligue de hockey junior majeur du Québec (LHJMQ) lors de la finale de leur ligue. Le film suit le parcours de jeunes joueurs de hockey, tout au long vers leur victoire. Sans le savoir, le travail de Martin Guérin s’est amorcé dès le début de la saison. Match après match, il était à son poste, à filmer différents éléments.
«L’idée, c’est d’avoir un regard intime sur un groupe de joueurs et d’entraîneurs. Ce n’est pas un portrait ni un film de hockey. Je me concentre sur la vie de ce groupe et sur l’ambiance.» - Martin Guérin.